# Józef Łobocki
Józef Łobocki (ur. 10 stycznia 1946, zm. 31 marca 2004 w Olsztynie) – trener piłki nożnej.

## Życiorys
Pracował w zawodzie trenera od 1978. Współpracował z kadrami młodzieżowymi Polski, przede wszystkim jednak położył wielkie zasługi dla rozwoju piłki nożnej na Warmii i Mazurach. W sezonie 1993/1994 prowadził jako pierwszy trener zespół Stomilu Olsztyn w dwóch pierwszych meczach; zastąpił go Stanisław Dawidczyński, a następnie Bogusław Kaczmarek, a klub świętował awans do I ligi. Pracował jako asystent trenera Kaczmarka, następnie prowadził w II lidze zespół Jezioraka Iława i nieznacznie przegrał kolejny awans do ekstraklasy.
Po powrocie do Stomilu był m.in. trenerem koordynatorem w sezonie 2000/2001; w październiku 2000 zastąpił pierwszego trenera (był nim ponownie Dawidczyński) i samodzielnie prowadził drużynę w sześciu kolejkach ligowych. W marcu 2001 został zastąpiony przez Dariusza Janowskiego.
Brał udział w ważnych wydarzeniach życia piłkarskiego regionu warmińsko-mazurskiego, m.in. jako selekcjoner reprezentacji młodzieżowych Okręgowego Związku Piłki Nożnej w meczach Memoriału Aleksandra Kupcewicza.
Spoczywa na cmentarzu komunalnym w Olsztynie (kw. 10A rząd 1 grób 2).